# Graptomyza punctata
Graptomyza punctata är en tvåvingeart som beskrevs av Meijere 1908. Graptomyza punctata ingår i släktet Graptomyza och familjen blomflugor. Inga underarter finns listade i Catalogue of Life.